# Аврелія Помпеяна
Аврелія Помпеяна (лат. Aurelia Pompeiana; III ст.)  — матрона часів пізньої Римської імперії.

## Біографія та діти
Народилася у сім'ї Авреліїв Помпеянів. Її батьком був Луцій Аврелій Коммод Помпеян. Була наймолодшою третьою дочкою. У неї були двоє старших братів Луцій Тіберій Клавдій Аврелій Квінтіан та Луцій Тиберій Клавдій Помпей. Усі вони були римськими консулами. 
Згодом вийшла заміж за Криспа, брата римських імператорів Клавдія II та Квінтілл. У шлюбі народилася донька Клавдія Криспіна. Клавдії приписують те, що вона була матір'ю імператора Констанція Хлора. Якщо це правда, то Аврелія Помпеяна — прабабуся першого християнського імператора на троні в Римі. Однак є версія, що Клавдія Кріспіна була донькою Клавдія II. Причому історики припускають, що Крисп, Аврелія та їх дочка є вигаданими особами.